# Shishamo
A Shishamo (ししゃも) japán rockegyüttes, melyet 2010-ben, Kavaszakiban alapított Mijazaki Aszako énekes és gitáros, Macumoto Aja basszusgitáros és Josikava Miszaki dobos.

## Az együttes tagja
- Mijazaki Aszako (宮崎朝子?) — ének, gitár
  - 1994. december 22-én született. Az együttes dalainak legfőbb szerzője. Kedvenc együttese a The Pees.
- Macumoto Aja (松本彩?) — basszusgitár
  - 1996. január 31-én született. Az együtteshez Macumoto 2014. szeptember 11-i kiválása után csatlakozott.
- Josikava Miszaki (吉川美冴貴?) — dobok
  - 1994. november 26-án született. Az együttes több számának is ő írta a szövegét.

### Korábbi tagok
- Macumoto Aja (松本彩?) — basszusgitár
  - 1994. augusztus 14-én született. 2014. szeptember 11-én kilépett az együttesből, mivel megfogadta, hogy 20 éves korában ott fogja hagyni a zenekart.

## Az együttes története
Az együttest 2010 tavaszán alapította Mijazaki Aszako énekes és gyermekkori barátja, Macumoto Aja basszusgitáros két másik diáktársukkal, miután beléptek a Kawasaki City High School for Science and Technology könnyűzenei klubjába. 2010 őszére a két meg nem nevezett diák kilépett a zenekarból, helyükre Josikava Miszaki dobos állt, így hivatalosan is létrehozva a Sisamo (柳葉魚; Hepburn: Shishamo) nevű együttest. A formációt Mijazaki nővére nevezte el; szerinte a Sisamo kandzsikkal (柳葉魚) leírva királyul, hiraganával (ししゃも) pedig aranyosan néz ki.
2012 májusában elnyerték a Teens Rock in Hitachikana 2012 zenei fesztivál kiemelkedő teljesítményért és a legjobb énekteljesítményért járó díját, majd Shisamóra váltották az együttes nevét. Október 17-én megjelent első középlemezük Sukudai ga ovaranai (宿題が終わらない, ’Befejeztük a házifeladatainkat’) címmel. November 11-én a Nippon Broadcasting System All Night Nippon R rádióműsorát vezették.
2013. január 23-án megjelent első teljes hosszúságú albumuk, a Szocugjó szeiszaku (卒業制作, ’Érettségi munka’). A kiadvány a 265. helyet érte el a japán Oricon eladási listáján. A lemezt 2013. november 13-án újra kiadták, ez a változat az Oricon albumlistájának 94. helyéig jutott. Ugyanazon napon Shishamo címmel megjelent második stúdióalbumuk, ami a 34. helyezésig jutott a slágerlistákon.

## Diszkográfia

### Kislemezek
| #  | Megjelenés          | Cím                 | Katalógusszám | Megjegyzés                                        |
| 1  | 2012. október 17.   | Sukudai ga ovaranai | DGRC-003      | Kizárólag a Tower Records üzleteiben volt kapható |
| 2  | 2014. július 2.     | Kimi to nacu Fes    | XQFQ-1411     |                                                   |
| 3  | 2014. október 1.    | Rjószan-gata karesi | XQFQ-1412     |                                                   |
| 4  | 2015. augusztus 5.  | Nettaija            | XQFQ-1413     |                                                   |
| 5  | 2015. december 2.   | Kimi to Gelände     | XQFQ-1414     |                                                   |
| 6  | 2016. szeptember 7. | Nacu no koibito     | UPCM-1415     |                                                   |
| 7  | 2017. augusztus 2.  | Bye Bye             | UPCM-1416     |                                                   |
| 8  | 2017. október 25.   | Hora, varatteru     | UPCM-1417     |                                                   |
| 9  | 2018. március 21.   | Mizuiro no hibi     | UPCM-1418     |                                                   |
| 10 | 2019. április 24.   | Oh!                 | UPCM-1419     |                                                   |

### Albumok
| # | Megjelenés                          | Cím                | Katalógusszám      | Megjegyzés                                       |
| 1 | 2013. január 23. 2013. november 13. | Szocugjó szeiszaku | DGRC-004 XQFQ-1400 | A középiskolás éveik alatt vették fel Újrakiadás |
| 2 | 2013. november 13.                  | Shishamo           | XQFQ-1401          |                                                  |
| 3 | 2015. március 4.                    | Shishamo 2         | XQFQ-1402          |                                                  |
| 3 | 2016. március 2.                    | Shishamo 3         | XQFQ-1403          |                                                  |
| 3 | 2017. február 22.                   | Shishamo 4         | UPCM-1404          |                                                  |
| 4 | 2018. június 20.                    | Shishamo 5         | UPCM-1405          |                                                  |

### Koncertfelvételek
| # | Megjelenés        | Cím                          | Katalógusszám |
| 1 | 2016. április 6.  | Shishamo no Budokan!!!       | XQFQ-3001     |
| 2 | 2016. november 9. | Shishamo no Osaka-jo Hall!!! | UMXK-1039     |